# 太平乡 (五大连池市)
太平乡，是中华人民共和国黑龙江省黑河市五大连池市下辖的一个乡镇级行政单位。

## 行政区划
太平乡下辖以下地区：
长庚村、平安村、南泉村、太平村、振兴村、庆民村、庆丰村和爱民村。